# Hadaiq al-Qubbah
Hadaiq al-Qubbah eller El-Quba (arabiska: حدائق القبة),  uttalat Hadaek El-Uba på egyptisk arabiska, är ett mycket tättbefolkat distrikt (kism) i norra delen av centrala Kairo, Egypten, drygt fem kilometer från stadens centrum.
Området är känt för att det har två stora palats som en gång var residens åt kung Farouk I av Egypten. Tillsammans med Tahra-palatset anses Quba-palatset att vara det största i Egypten. Bägge palatsen används än i dag som residens åt utländska dignitärer vid statsbesök och liknande.
Distriktet var en gång i tiden välbärgat med stora herrgårdar som utgjorde större delen av området, men idag präglas området av många och höga flerbostadshus.